# MUGO・ん…色っぽい
「MUGO・ん…色っぽい」（ムゴ・ん…いろっぽい）は、工藤静香の通算5枚目のシングル。1988年8月24日にポニーキャニオンから発売された。

## 制作
カネボウ '88秋のプロモーション・イメージソングとして使用された5枚目のシングル。プロモーション広告用のコピーが「ん、色っぽい」であった。後に中島みゆきが著書『愛が好きです II』（歌詞&エッセイ集）内のエッセイで、この曲の作詞依頼を受けた際のエピソードが披露されており、前述の広告用コピーをタイトル名・楽曲内に使うという指示を受けたために中島がタイトル名を決めるのに苦心したという。
カップリング曲の「群衆」も中島の作詞。1989年に発売されたアルバム『回帰熱』で中島がセルフカバーしている。

## 記録
12月29日放送の『ザ・ベストテン』では、年間ランキング6位を記録した祝いに中島が電話で生出演した。工藤について「私が工藤だ、っていう個性が凄い」とコメントした。

## テレビ番組の披露
テレビ出演時、間奏で何か囁いているが特に決まった台詞はなく、その場その場で違うことを囁いており、「リップシンクロ」と呼んでいる、と『ザ・ベストテン』で放送された。
表題曲で、1988年末の『第39回NHK紅白歌合戦』に初出場した。

## リリース
1988年8月24日にポニーキャニオンから、EPレコード・CT・8cmCDの3形態で発売された。

## 収録曲
- 全作詞: 中島みゆき／作曲・編曲: 後藤次利

1. MUGO・ん…色っぽい
2. 群衆

## 収録アルバム
- MUGO・ん…色っぽい
  - gradation
  - Super Best
  - ミレニアム・ベスト
  - Shizuka Kudo 20th Anniversary the Best
  - My Treasure Best -中島みゆき×後藤次利コレクション-
    - ※オリジナルアルバム未収録
- MUGO・ん…色っぽい （Vocal New Version）
  - unlimited
- 群衆
  - gradation
  - Best of Ballade "Empathy"
  - 20th Anniversary B-side collection
  - My Treasure Best -中島みゆき×後藤次利コレクション-

## カヴァーした歌手
| アーティスト           | 収録作品                                         | 発売日            | 規格品番          | 備考 |
| MUGO・ん…色っぽい      | MUGO・ん…色っぽい                                | MUGO・ん…色っぽい | MUGO・ん…色っぽい | MUGO・ん…色っぽい                                                                                                |
| ---------------------- | ------------------------------------------------ | ----------------- | ----------------- | --- |
| 柴崎涼香（白石涼子）   | 『まんすりぃ 萌音ぼーかるこれくしょん vol.1』    | 2005年12月21日    | GFCA-18           | |
| 北村ひとみ             | 『ひとみにドッキン〜やさしくみつめて〜』         | 2007年9月19日     | CYCF-00024B       | |
| 赤夜萌香（水樹奈々）   | 『ロザリオとバンパイア アイドルカバーBEST』      | 2009年2月18日     | KICA-957          | なお、水樹奈々は2014年4月5日放送の『ミュージックフェア』（フジテレビ系）にて工藤とデュエットで本曲を歌っている。 |
| 姉ヶ崎寧々（皆口裕子） | 『歌う ラブプラス』                              | 2011年1月27日     | LC-959            | |
| 星乃希（荒川美穂）     | 『トリリオン スターライツ』                      | 2012年8月27日     |                   | 上記のとおり「…色っぽい」の部分がCMプロモーション広告用のコピーであったため、タイトルを「MUGO・ん」としている。  |
| 上坂すみれ             | 『上坂すみれ presents 80年代アイドル歌謡決定盤』 | 2014年12月10日    | KICS-3136         | 上記のとおり「…色っぽい」の部分がCMプロモーション広告用のコピーであったため、タイトルを「MUGO・ん」としている。  |
| フラチナリズム         | 『ハーフ&ハーフ2』                               | 2017年5月17日     | CRCP-40514        | |
| 下野紘                 | 『Shizuka Kudo Tribute』                         | 2017年12月20日    | PCCA-04601        | 工藤静香のトリビュート・アルバム                                                                                 |
| 群衆                   |                                                  |                   |                   | |
| 中島みゆき             | 『回帰熱』                                       | 1989年11月15日    | PCCA-00008（CD）  | セルフカバー |
| 中島みゆき             | 『回帰熱』                                       | 1989年11月15日    | PCCA-00007（CT）  | セルフカバー |